# Bureau des transports de la ville de Nagoya
Le Bureau des transports de la ville de Nagoya (名古屋市交通局, Nagoya-shi Kōtsūkyoku) est une agence publique dépendant de la municipalité de Nagoya au Japon. Elle gère le réseau de métros et de bus de la ville.

## Réseaux actuels
- Métro de Nagoya (6 lignes, 93,3 km),
- Bus municipal de Nagoya (767 km).

## Anciens réseaux
- Tramway de Nagoya (fermé en 1974),
- Trolleybus municipal de Nagoya (fermé en 1951).

## Musée
- Nagoya City Tram & Subway Museum